# Breaking the Magician's Code: Magic's Biggest Secrets Finally Revealed
Breaking the Magicians' Code: Magic's Biggest Secrets Finally Revealed, en España: Descifrando el código de los magos: Los más grandes secretos de la magia finalmente revelados (los cinco primeros capítulos, y los demás Magia sin secretos), en Hispanoamérica Grandes secretos de la magia finalmente revelados, es una serie de televisión en la que se explica cómo se realizan diversos trucos de magia e ilusionismo. Inicialmente se emitieron cuatro capítulos, entre 1997 y 1998, en la cadena FOX de Estados Unidos y en ITV y Sky en Reino Unido. El 15 de mayo del 2002 Fox retomó el formato original con Breaking the Magician's Code: Magic's Biggest Secrets Finally Revealed 5 y 6 (Rompiendo el código de los magos: Los más grandes secretos de la magia finalmente revelados 5 y 6). Estos capítulos forman parte de la primera temporada. Finalmente en 2009, una nueva serie de trece episodios fue emitida por MyNetworkTV en los Estados Unidos y por ITV en Reino Unido.

## Serie original
La serie fue producida por la compañía Nash Entertainment. En los cuatro primeros episodios, el mago aparece ocultando su rostro, siendo conocido como el mago enmascarado. El mago enmascarado en realidad es Val Valentino, un conocido mago que portaba la máscara para evitar las reprimendas de otros compañeros de oficio. 
El título hace referencia al “código de los magos”, el acuerdo tácito realizado entre los magos de no revelar nunca el secreto de sus trucos.
Los primeros 4 episodios fueron presentados por Mitch Pileggi, quien también explicaba cómo se realizaban los trucos. Todos los episodios en la nueva serie son narrados por él aunque no aparece en escena.
Al final del cuarto programa, el mago se desenmascara y revela su identidad.

## Especiales posteriores
Al final del cuarto programa, el ahora desenmascarado Val Valentino anuncia que él pronto haría shows en vivo en lugares como Las Vegas. El 23 de febrero de 2000, la Fox lanza Secrets of Street Magicians Finally Revealed (Secretos de los magos callejeros finalmente revelados) el cual incluyó un mago enmascarado en la calle, realizando trucos al estilo de David Blaine. Fox retornó al formato original el 15 de mayo de 2002 con Breaking the Magician's Code: Magic's Biggest Secrets Finally Revealed 5 (Rompiendo el código del mago: Los más grandes secretos de la magia finalmente revelados 5) Al igual que un capítulo 6. El nuevo mago fue vestido con una nueva máscara y un nuevo traje.

## Nueva serie (2008)
MyNetworkTV compró 13 nuevos especiales para emitirlos es Estados Unidos durante el 2008, en ellos Val Valentino es el productor del programa y Mitch Pileggi vuelve a ser el presentador. Esta nueva serie contiene nuevos trucos que no habían sido mostrados anteriormente. El primer episodio se emitió el 2 de octubre de 2008, emitiéndose cada lunes un nuevo episodio. En el primer episodio aparecen estrellas de la WWE como Maria Kanellis y Eve Torres. El programa continúa transmitiéndose en Reino Unido por ITV4 con nuevos episodios. El episodio 9 fue transmitido el 7 de febrero, el décimo episodio el 9 de febrero, el episodio 11 el 14 de febrero, el episodio 12 el 16 de febrero y finalmente el episodio 13 el 21 de febrero.

## Emisión internacional
/ 
- Paraguay: A&E (bajo el título Rompiendo la magia).
- Paraguay: Paravisión (bajo el título Los secretos de la magia).
- Argentina: El Trece (bajo el título Detrás de la magia).
- Argentina: A&E (bajo el título Rompiendo la magia).
- Uruguay: Teledoce (bajo el título Detrás de la magia).
- Uruguay: Saeta TV Canal 10 (desde 2012, bajo el título Rompiendo los códigos de la magia).
- Colombia: Citytv (bajo el título Código de la magia).
- Colombia: A&E (bajo el título Rompiendo La Magia).
- Ecuador: Teleamazonas (bajo el título Descifrando los grandes secretos de la magia por fin revelados).
- Ecuador: Ecuavisa (bajo el título Grandes Secretos De La Magia Finalmente Revelados).
- Ecuador: A&E (bajo el título Rompiendo La Magia).
- España: Antena 3. (bajo el título de Magia sin secretos).
- México: XHGC Canal Cinco (desde el 4 de diciembre de 2009, como Los secretos ocultos de la magia). XEQ Galavisión (Solo los primeros cinco episodios originales)
- México: A&E.
- México: XHIMT-TDT Azteca 7 (Desde el 23 de junio de 2017) (bajo el título de "Los secretos de la magia")
- Guatemala: Canal 3.
- Guatemala: A&E.
- Panamá: A&E.
- Panamá: TVMax.
- Venezuela: A&E (bajo el título Rompiendo La Magia).
- Perú: A&E.
- Perú: NexTV
- Perú: ATV
- Costa Rica: A&E.
- Chile: MEGA (desde marzo de 2009, como Los Secretos del Mago).
- Chile: Chilevisión (bajo el título El Mago Enmascarado).
- Chile: UCV Televisión (desde mayo de 2012, bajo el título El Mago Enmascarado).